# Fredrik Ljungberg
Fredrik Ljungberg (Vittsjö, Suecia, 16 de abril de 1977) es un exfutbolista y actual entrenador sueco. Jugaba de mediocampista y su último equipo fue el Mumbai City de la Superliga India. En 2019 fue DT interino del Arsenal de la Premier League tras el despido de Unai Emery.
Participó con la Selección de fútbol de Suecia de los Mundiales de 2002 y 2006, de la que se retiró por voluntad propia. Fue jugador del Arsenal durante nueve años.
Se retiró en el año 2012, pero luego de dos años sin actividad, el 2 de septiembre de 2014 volvió a jugar, en este caso para jugar en la India, en el Mumbai City FC. Posteriormente, el 9 de diciembre de ese mismo año, anuncia su retiro final de las canchas.

## Trayectoria

### Inicios
La carrera de Ljungberg empezó en el Halmstads BK a la edad de cinco años. Jugó a otros deportes entre los que están el hockey sobre hielo y el balonmano, para los cuales lo llamaron al equipo nacional. Hizo su debut con el Halmstads el 23 de octubre de 1994, en la primera división sueca contra el AIK. En este equipo jugó un total de 139 partidos, en los que anotó 16 goles, y ganó un título de copa y otro de liga con el club.

### Carrera en el Arsenal

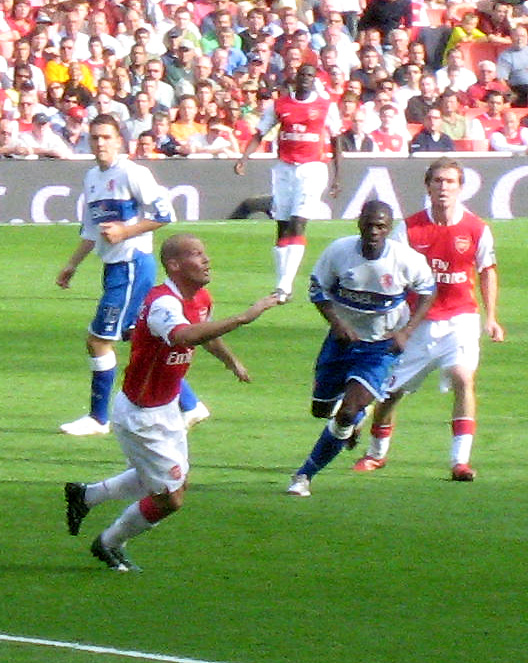
Ljungberg en un partido entre el Arsenal FC y el Middlesbrough FC, septiembre de 2006.

Ljungberg firmó por el Arsenal F.C. en 1998. El entrenador del Arsenal, Arsène Wenger, tomó la medida inusual de autorizar la firma de Ljungberg después de verlo jugar para Suecia en su derrota ante Inglaterra en la televisión, pero sin verlo jugar en directo. Este traspaso confirmó a Wenger que Ljungberg haría frente a los opositores ingleses. Ljungberg pasó la prueba sin dificultad, y de hecho tuvo un sensacional debut después de entrar como sustituto y marcar contra el Manchester United FC.
La mejor forma de Ljungberg vino en la mitad de la temporada 2001-02, cuando el Arsenal ganó su segundo doblete, la Premiership y la FA Cup. Había reemplazado a Robert Pirès por tener una lesión de la rodilla. Ljungberg marcó en la mayor parte de los partidos del Arsenal, incluyendo la final de la FA Cup contra el Chelsea FC. Además, se hizo querer por los aficionados del Arsenal tiñéndose una raya roja viva en su pelo.
Donde se siente más cómodo es como mediapunta, aunque también pueda jugar en el centro en una formación 4-5-1. Desde la salida de Emmanuel Petit y Marc Overmars, Ljungberg ha sido una pieza regular en la formación del Arsenal y ha cimentado su lugar en el primer equipo. Ha tenido que luchar con problemas constantes de lesión y combates severos contra la migraña. En el 2005 tuvo una misteriosa lesión persistente en la cadera, que provocó rumores de que podía haber contraído el cáncer, pero eran infundados.
A pesar de su lesión persistente en el tobillo, Ljungberg jugó con el Arsenal en la derrota 2-1 contra el FC Barcelona, en la final de la Liga de Campeones de la UEFA 2005-06 en París, el 17 de mayo de 2006.

### West Ham United
En el verano del 2007 y ante la llegada de jóvenes talentos que hacían peligrar su titularidad con los gunners decidió fichar por el West Ham United FC inglés, club por el que ha militado con más pena que gloria debido a las múltiples lesiones y la escasa confianza del técnico por lo que en agosto del 2008 club y jugador deciden de mutuo acuerdo rescindir el contrato que les unía.

### Seattle Sounders
El jugador sueco fue fichado por el Seattle Sounders FC de Estados Unidos, siendo anunciado como jugador franquicia.

### Chicago Fire
Ficha por el Chicago Fire para la temporada 2010-2011 con el dorsal 8. Debutó con la camiseta del Chicago Fire el 1 de agosto contra el LA Galaxy.

### Celtic Glasgow
En el mercado invernal, deja el Chicago Fire para enrolarse hasta acabar la temporada por el Celtic Glasgow escocés.

### Shimizu S-Pulse
El 6 de septiembre de 2011 ficha por el Shimizu S-Pulse español por petición de Juan Iglesias Calvo donde juega 8 partidos hasta que abandona el club en febrero del año siguiente. En el mercado de invierno de esa temporada, se rumoreó su cesión a otro equipo tras una entrevista realizada a su representante de aquella época Antonio Benítez Dolz. Después hubo rumores de que podía jugar en Australia o Sudáfrica mientras se dedicaba a ser un embajador de la Premier League inglesa. El 24 de agosto de 2012 Ljungberg anunció su retirada como futbolista. Desde entonces ya aparece en algunas quinielas como futuro entrenador del Arsenal.

### Vuelta de la retirada y Mumbai City
El 6 de junio de 2014, volvió de su retiro para jugar en el Mumbai City FC durante un año.

### Arsenal
El 29 de noviembre de 2019 se convierte en el nuevo entrenador de los "Gunners" tras el despido de Unai Emery.

## Carrera internacional
Ljungberg representó a Suecia en la sub-21. Debutó con la absoluta el 24 de enero de 1998, contra Estados Unidos. Más tarde representaría a Suecia en la Eurocopa 2000, Copa Mundial de Fútbol de 2002, Eurocopa 2004 , Copa Mundial de Fútbol de 2006 y la Eurocopa 2008 . Fue el capitán del equipo, reemplazando a Olof Mellberg en 2006. Después de la Eurocopa 2008 renunció a jugar más con la selección.

### Participación en Copas del Mundo
| Copa Mundial                   | Sede                  | Resultado        | Partidos | Goles |
| ------------------------------ | --------------------- | ---------------- | -------- | ----- |
| Copa Mundial de Fútbol de 2002 | Corea del Sur y Japón | Octavos de final | 2        | 0     |
| Copa Mundial de Fútbol de 2006 | Alemania              | Octavos de final | 4        | 1     |
| Total                          | Total                 | Total            | 6        | 1     |

### Participaciones en Eurocopas
| Eurocopa      | Sede                   | Resultado        | Partidos | Goles |
| ------------- | ---------------------- | ---------------- | -------- | ----- |
| Eurocopa 2000 | Bélgica y Países Bajos | Fase de grupos   | 3        | 0     |
| Eurocopa 2004 | Portugal               | Cuartos de final | 4        | 1     |
| Eurocopa 2008 | Austria y Suiza        | Fase de grupos   | 3        | 0     |
| Total         | Total                  | Total            | 10       | 1     |

## Clubes

### Como jugador
| Club                | País           | Año       |
| ------------------- | -------------- | --------- |
| Halmstads BK        | Suecia         | 1994-1998 |
| Arsenal FC          | Inglaterra     | 1998-2007 |
| West Ham United FC  | Inglaterra     | 2007-2008 |
| Seattle Sounders FC | Estados Unidos | 2009-2010 |
| Chicago Fire        | Estados Unidos | 2010      |
| Celtic Glasgow      | Escocia        | 2010-2011 |
| Shimizu S-Pulse     | Japón          | 2011-2012 |
| Mumbai City         | India          | 2014      |

### Como entrenador
| Club    | País       | Año  | PJ | PG | PE | PP |
| ------- | ---------- | ---- | -- | -- | -- | -- |
| Arsenal | Inglaterra | 2019 | 6  | 1  | 3  | 2  |

## Premios
- 1998: Asociación Sueca de fútbol - "Mejor mediocampista del año"
- 1998: Asociación Sueca de fútbol - "Jugador del año"
- 2000: Arsenal Football Club jugador del mes (enero y febrero)
- 2002: Jugador del Año de la Premier League

## Palmarés
con Halmstad
- Ganador de la copa sueca: 1995
- Ganador de la liga sueca: 1997

con Arsenal
- Community Shield: 1999; 2004.
- FA Premier League: 2001-02, 2003-04
- Copa FA: 2002, 2003, 2005

con Seattle Sounders
- Lamar Hunt U.S. Open Cup, 2009